# Milleker Rezső
Milleker Rezső (Versec, 1887. április 17. – Budapest, 1945. május 8.) – földrajztudós, egyetemi tanár

## Élete
1887. április 17-én született a temes vármegyei Versecen.
Tanulmányait Párizs, Berlin, Göttingen és  Budapest egyetemein végezte. Középiskolai tanári oklevelének megszerzése után 1910-ben avatták bölcsészdoktorrá.
Közben 1909-ben a budapesti egyetem földrajzi tanszékének tanársegédeként tanulmányutat tett Grönlandon, majd 1911–1913 között Kis-Ázsiában.
1914-től lett a debreceni egyetem földrajztanára. Létrehozta az egyetem meteorológiai szolgálatát, az egyetemi nyomdát, internátust, menzát és megszervezte az egyetemi ifjúság testnevelését is és a magyar néprajz oktatásának is ő biztosított  itt először helyet.
1925-ben Debrecenben az ország első nyári egyetemét alapozta meg.
A Magyar Földrajzi Társaság alelnökeként szerkesztette a Földrajzi Közleményeket, megindította, majd a Földrajzi Társaságnak átadta A Földgömb című népszerű folyóiratot.
Hankiss Jánossal együtt indította meg a Debreceni Szemlét, kezdeményezte a Gea, majd az Ismeretlen világok című könyvsorozatot.
1945. május 8-án halt meg Budapesten. Sírja a Kerepesi úti temetőben található.

## Főbb művei
- A vulkanizmus teóriái (Szeged, 1910)
- Utam Izland szigetén (Budapest, 1912)
- A politikai földrajz alapvonalai (Debrecen, 1917)
- A meteorológiai kutatás gyakorlati jelentősége (Debrecen, 1934)
- Székelyföldi problémák (Debrecen, 1934)
- Modern honismeret (Budapest, 1936)
- Néprajzi térkép és nemzetiségi kataszter (Budapest, 1936)
- A székely „tizesek” (Debrecen, 1939)
- Idegenforgalom és kultúra (Budapest, 1942)
- A magyar falu kultúrája (Debrecen, 1944)